# Amantis nawai
Amantis nawai är en bönsyrseart som beskrevs av Tokuichi Shiraki 1908. Amantis nawai ingår i släktet Amantis och familjen Mantidae. Inga underarter finns listade i Catalogue of Life.